# 阿爾米哈拉山脈

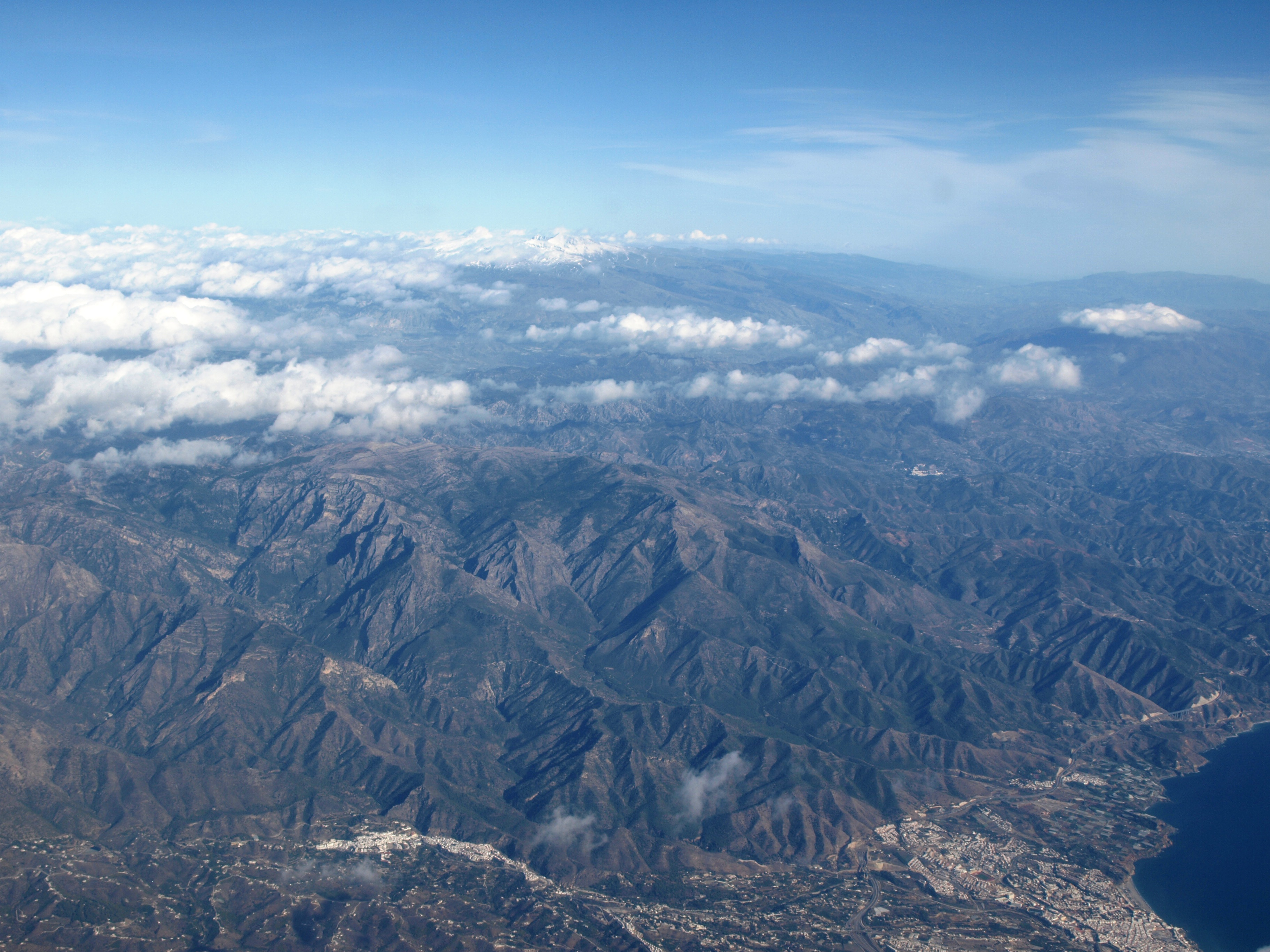

阿爾米哈拉山脈（西班牙語：Sierra de Almijara），是西班牙的山脈，位於該國南部，處於安達魯西亞自治區，屬於佩尼貝蒂科山脈的一部分，最高點海拔高度1,791米。